# Bozzolo
Bozzolo – miejscowość i gmina we Włoszech, w regionie Lombardia, w prowincji Mantua.
Według danych na rok 2004 gminę zamieszkiwało 4089 osób, 227,2 os./km².